# Red de cuadras de Castellón de la Plana
En Castellón de la Plana se llaman cuadras a una red de caminos rurales surgida en las primeras décadas del siglo XIV durante la segunda mitad del reinado de Jaime II de Aragón en la zona de secano del término municipal, debido a la repartición del terreno agrícolas para impulsar el asentamiento de nuevos pobladores en las tierras conquistadas poco menos de un siglo antes.
Las cuadras se extienden por una superficie de entre 1814 ha y 1275,80 ha del noroeste al suroeste del actual casco urbano, La red se articula en torno a la vía Augusta, el Camino Real y diversos accidentes geográficos como las estribaciones del Desierto de las Palmas o el río Seco y otras vías de comunicación preexistentes de posible origen islámico, y en la actualidad se ven muy desdibujadas debido al crecimiento urbano de la ciudad y la expansión de su sistema viario que muchas veces ha utilizado las cuadras como guía para su trazado.
El trazado de la red de cuadras está declarado Bien de Relevancia Local.

## Denominación
El término cuadra, en valenciano quadra, proviene de la forma cuadrada resultante en los terrenos agrícolas situados entre cada camino. Pese a que la etimología popular los considera «caminos que forman cuadrados», la tipología de las vías presentes en Castellón no forma esa figura geométrica sobre el terreno. A partir de estos posibles significados, por metonimia los caminos que dividen cada uno de estos cuadriláteros tomaron el nombre de cuadra. Este suceso lingüístico ocurrió muy pronto, pues esta palabra ya se refleja como sinónimo de camino en 1479. 
Este fenómeno también se ha producido en otros puntos de la actual provincia de Castellón donde se llevaron a cabo procesos similares, como en San Mateo o Salsadella donde también se llaman cuadras, en Villafamés donde se conocen como quadrelles, o en Villarreal donde reciben el nombre de sedenys derivado de la cuerda con la que se realizaban las medidas para dividir el terreno.

## Antecedentes históricos
El proceso de agrimensura que dio lugar a las cuadras deriva de las centuriaciones romanas. Ejemplos de esta división del terreno se pueden encontrar, supuestamente, en algunos puntos de La Plana debido a la influencia del municipium de Saguntum, cuyo ager se extendía con total seguridad hasta el río Mijares abarcando toda la zona costera de la Plana Baja donde se ha querido ver una centuriación desde la sierra de Almenara hasta la ribera del río cuyo eje principal era el Caminás ya descartada por no cumplir el módulo romano si no el medieval. Otra posible centuriación no tiene en cuenta las barreras geográficas de la zona y sigue la misma orientación y medidas de la que se ha comprobado como segura en el Campo de Morvedre, y de la cual se han encontrado supuestas trazas en los términos de La Llosa, Nules o Villarreal —donde no deben ser confundidos con la parcelación medieval de los sedenys—, pero que sin embargo han sido borrados por una parcelación islámica en forma de «estrella» en los alrededores de Moncófar y Burriana. Yacimientos arqueológicos junto a los caminos que formarían parte de esta centuriación vendrían a atestiguar su existencia.
De hecho, desde que A. López Gómez estudiara las cuadras castelloneneses por primera vez en 1974 muchos autores consideraron la red castellonense como el primer ejemplo de centuriación romana encontrado en la zona, aunque muy difícil de justificar debido a los cambios de orientación entre sí y con el resto de centuriaciones posibles al otro lado del Mijares, el evidente uso como módulo de la jovada valenciana y no del actus romano, la duda sobre si esta zona caía dentro del territorium saguntino o del de Dertosa, un estudio toponímico de la zona y la existencia de documentos medievales que explican el amojonamiento de los campos de la capital entre 1379 y 1380 descartan el origen romano de las cuadras.
De sur a norte del antiguo Reino de Valencia se pueden encontrar otros ejemplos de parcelación medieval de las tierras de secano en la misma época que la producida en Castellón, probablemente debidas a la presión migratoria de los nuevos pobladores del reino dado que las huertas de regadío más productivas ya se habían repartido con anterioridad y a la expulsión paulatina de la población musulmana y morisca del interior dejando nuevas tierras libres para el aprovechamiento agrícola. Se pueden encontrar ejemplos en Pego y Benejama (Alicante) donde los trazados se realizaron entre 1280 y 1286, en el Pla de les Alcusses de Mogente (Valencia) además de los ejemplos de Villafamés, San Mateo y Salsadella en Castellón. 
El origen de las cuadras castellonenses sería posterior a estos ejemplos, se piensa que ocurriría en torno a 1320, época en la que se tienen documentadas numerosas donaciones de tierra a nuevos pobladores dentro del término de Castellón así como la concesión de numerosos privilegios a la villa y con toda probabilidad estas delimitaciones estarían efectuadas antes de que en 1356 estallase la guerra de los Dos Pedros y apareciesen las primeras epidemias de peste.

## Red de comunicaciones preexistente
La red de cuadras se asienta sobre un territorio en el que ya se encontraban caminos trazados por los romanos, los musulmanes y los cristianos. 
La vía Augusta es la más importante de todos ellos y a partir de la que se trazaron algunas de las cuadras. Está muy claro su trazado desde que entra en el término municipal de Castellón desde Borriol hasta que cruza el río Seco, pero a partir del curso fluvial existen diferentes hipótesis sobre su trazado. El camino romano entraba a Castellón de la Plana por el corredor de Borriol y va descendiendo suavemente hasta cruzar el río, ya fuese en forma de vado o mediante un rudimentario puente de madera a la altura del grupo periférico Venta Nova junto al puente de la actual N-340. Este trazado está asegurado dado el encuentro de un miliario. Desde el cruce del río hacia el sur existen varias ideas sobre el recorrido que seguía la vía Augusta. Algunos historiadores creen que seguía por el actual camino de la Cova del Colom de Castellón dirección a la rambla de la Viuda en Almazora cruzándola mediante vado o puente de madera hasta las cercanías de la ermita de Santa Quiteria donde cruzaría el Mijares por un puente diferente al medieval que todavía se conserva entrando en Villarreal o por las actuales avenidas de Francia y de Europa o por el camino de la Travessa hasta la Basílica de san Pascual y el núcleo medieval para salir por el sur buscando Chilches. Este trazado coincide exactamente con el posterior Camino Real, del que se tienen suficientes constancias documentales sobre sus modificaciones y solo concuerda con la posible centuriación romana villarrealense si discurría por las actuales avenidas exteriores del núcleo urbano. Otra hipótesis es que una vez cruzado el río Seco la vía Agusta fuese un pequeño trayecto por el camino de la Cova del Colom hasta la actual gran rotonda de la Circunvalación de Castellón con la N-340 y la CV-17 siguiendo a partir de entonces la actual cuadra de Na Tora, una de las dos que es continuada en el municipio vecino de Almazora con el nombre de camino dels Hostalassos cruzando el Mijares por un vado justo donde hoy se encuentra el Puente Nuevo entroncando con cualquiera de los itinerarios descritos en Villarreal. Esta hipótesis explicaría por qué la cuadra de Na Tora tiene un trayecto «en bayoneta» y se aleja del trazado paralelo del resto de la red, así como su continuación en otro municipio, sin embargo no existe ninguna referencia arqueológica más de las que se han querido encontrar en un supuesto yacimiento no estudiado, salvo los restos cerámicos superficiales, junto a la cuadra que los impulsores de la hipótesis relacionan con la mansio de Ad Noulas, que otros historiadores localizan en Santa Quiteria, y la localización de los restos del Castillo de Almazora junto a este enclave lo que podría indicar su importancia. Algún otro autor opina que la vía Augusta circularía por Burriana, principal asentamiento medieval de la Plana y que algunos confundieron con la mansio de Sepelaco, sin embargo no dan posibles trazados que soporten esta idea.

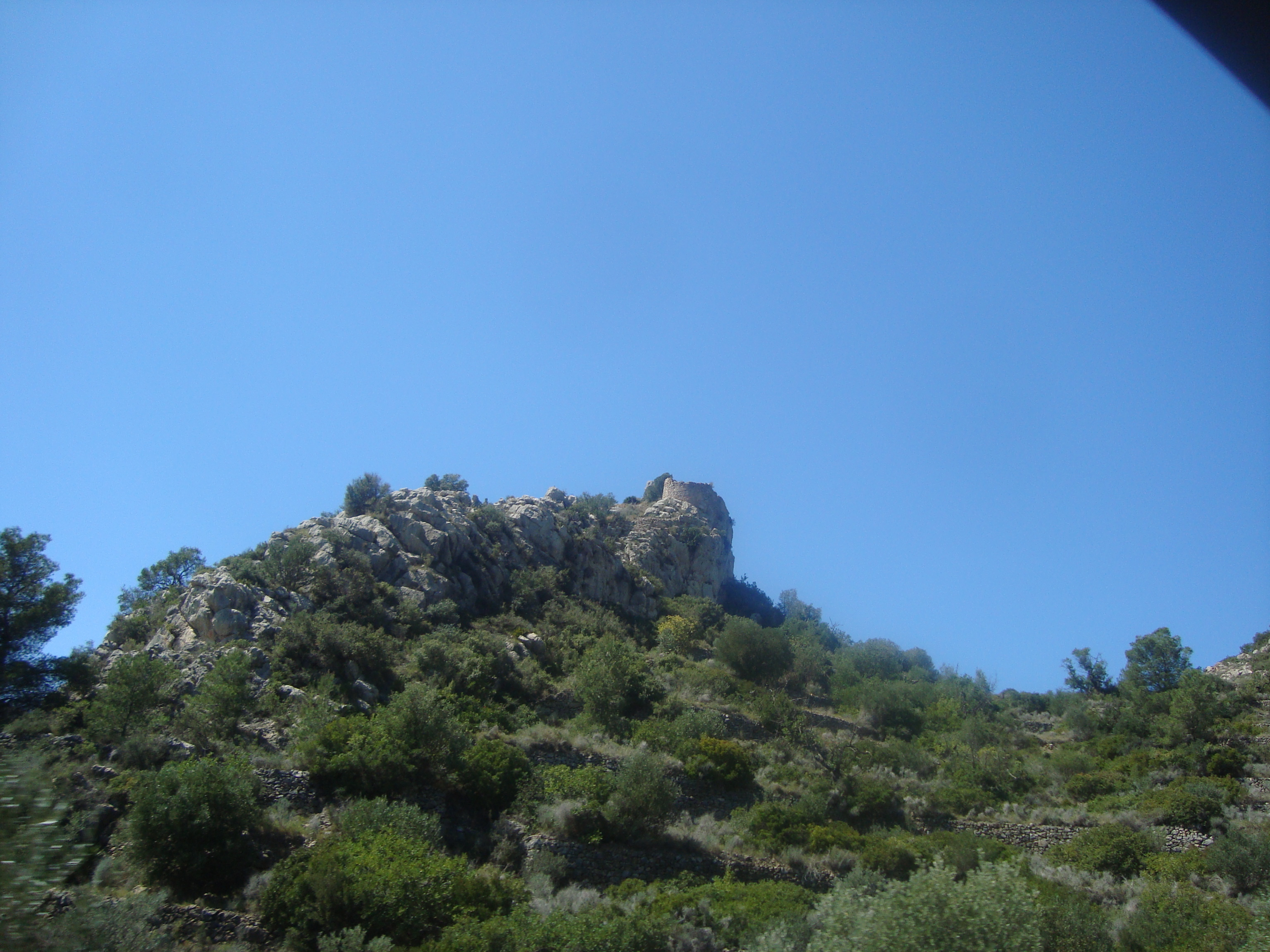
Restos del Castellet d'en Nadal

Otro camino de posible origen romano, aunque la mayoría de expertos lo considera creación islámica, es el camino de Borriol a la Costa o del Coll de la Garrofera, situado al noroeste de la capital de la Plana. Su origen romano estaría atestiguado por la necesidad de comerciar la plata extraída en el valle de Borriol, por lo que este camino enlazado con los restos romanos aparecidos en la Senda de la Palla, el Caminás, una calzada inundada por las aguas de la marjal entre el camino la Plana y el encuentro de la acequia de Entrilles con el camino del Serradal, que el trazado de este viejo camino enlazaría con el Pujol de Gasset con conocidos restos arqueológicos datados desde la prehistória hasta la época tardorromana, y de allí hacia la fuente de la Barrassota y la posible zona portuaria situada donde hoy se encuentra la refinería de petróleo. La hipótesis islámica habla del paso de este camino por la actual avenida Benicasim de la ciudad buscando el mar Mediterráneo por otra localización. Independientemente de su origen, la importancia de este camino es tal que estuvo protegido por el Castellet d'en Nadal construido en torno a los siglos IX-XI tal vez sobre un asentamiento prehistórico que hablaría de la importancia de la zona, y quizás a partir del XVI por la Torreta Alonso si se acepta su origen defensivo.
Dentro de los caminos medievales, son posiblemente de origen islámico el camino Viejo de Alcora, luego rectificada por la carretera de Alcora y actualmente la avenida de dicho nombre en su tramo urbano y la CV-16 en su tramo interurbano, que nacía en la puerta sur de la calle Enmedio, actual Puerta del Sol, desde donde podría seguir hacia el Grao por el camino Viejo del Mar; el camino de los Palos que muy posteriormente sería tomado para construir sobre él la carretera hacia Ribesalbes y que tiene diversos nombres en la zona urbana mientras que fuera de ella se corresponde con las actuales CV-17 y CV-189 así como se hizo llegar al mar a través del camino de Villamargo o Vinamargo. Igual sucede con el camino de Fadrell, ahora engullido por la N-225 y la CS-22.
Posteriores, ya después de la Reconquista, se datan el camino de la Raya de Almazora justo donde se sitúa el límite entre los municipios castellonense y almazorino que se trazó en el momento en que Almazora se segregó del término del Castell Vell, la existencia del camino claramente es anterior al trazado de la red de cuadras; y el Camino Real o de Valencia a Tarragona, que al norte del río Seco, bajo su nombre original, ocupa el trazado de la vía Augusta y que por el sur sigue por el camino de la Cova del Colom hasta Almazora. Las sospechas de que el trazado sur no se corresponde con el de la calzada romana están documentadas con el desvío que Jaime I de Aragón ordenó cuando fundó Villarreal en 1274 para que el camino pasara por el interior de la nueva población, así como en las protestas que los vecinos de Castellón realizaron alrededor de 1337 destruyendo parte del desvío con la pretensión de que, si no pasaba por el centro de la villa al menos lo hiciese por su antiguo recorrido más cercano al asentamiento castellonense. Para llegar desde este camino a la recién trasladada Castellón se habilitó el camino del Collet, parcialmente solapado con las actuales carretera de Borriol, paseo Morella, Andén Central del parque Ribalta y calles Zaragoza y Colón.
Caminos más modernos que las cuadras son el viejo de Ribesalbes, que no debe ser confundido con la posterior carretera del mismo nombre, y la carretera de Morella o Borriol, que en parte se corresponde con la CV-151.

## Descripción de la red de cuadras

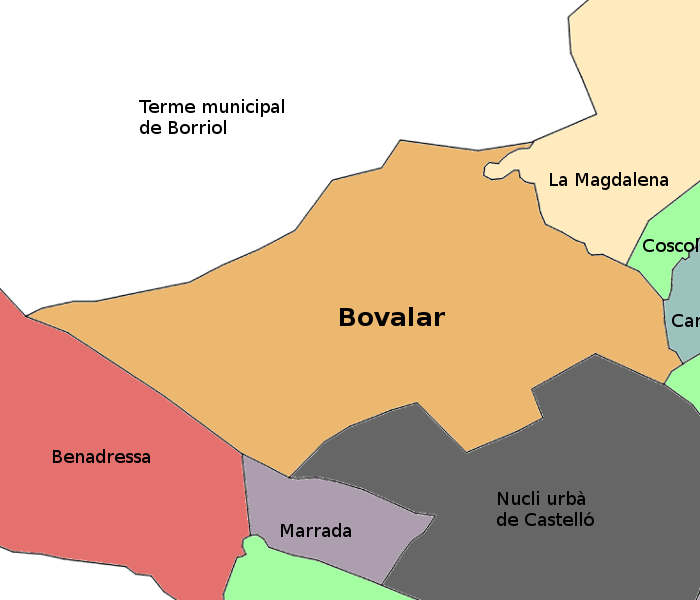
Localización de la partida del Bovalar

La red de cuadras se puede dividir en tres sectores dependiendo de su ubicación respecto al río Seco y al Camino Real.

### Bovalar
A la orilla izquierda del Seco y por debajo del Camino Real, al noroeste del casco urbano se encuentran las cuadras ubicadas en la zona de Mestrets de la partida del Bovalar. Estas cuadras se encuentran confinadas, excepto una, al sur por el río y al norte por el camino de Borriol a la Costa, abarcan una superficie de 465,3 ha, tienen orientación noreste-suroeste y son prácticamente paralelas entre sí. También es el único sector de la red en la que casi todos caminos perpendiculares a las cuadras se crearon a la vez que éstas. Se trata de las cuadras —ordenadas de más cerca a más lejos del casco urbano— del Borriolenc (2560 m), Segona (2825 m), Tercera (1970 m) y Quarta (2469 m). La cuadra Tercera se origina en el camino del Collet y muere unos metros al norte del camino de Borriol a la Costa en la Cuadra de Colomer, uno de los dos caminos perpendiculares a la red con este nombre y que sin embargo tiene un origen independiente de ellas, en la partida de la Magdalena. La cuadra Quarta no es muy perpendicular a las otras tres ya que se adapta a las faldas de la Penyeta Roja (288 m s. n. m.), una continuación posterior con el nombre de cuadra de Sanxo la hace llegar desde la carretera de Borriol hasta el río. Los caminos contemporáneos a las cuadras que intersecan son el de Mestrets y el de Penyeta Roja que también penetra en el casco urbano. Es esta zona, conocida también como dehesa de Castellón de la que se tiene constancia de su amojonamiento entre 1379 y 1380 como paso posterior al trazado de los caminos que contienen a los campos de cultivo. Las distancias que separan entre sí estas cuadras son muy variables y no se corresponden con la medida de la cuerda foral valenciana (40,77 m), así entre el río y la cuadra del Borriolenc hay 370 m, entre ésta y la Segona hay un intervalo de entre 375 y 382 m, entre la segona y la Tercera la separación es de entre 466 y 486 m y entre la Tercera y la Quarta es de 307-485 m.

### Estepar y Marrada

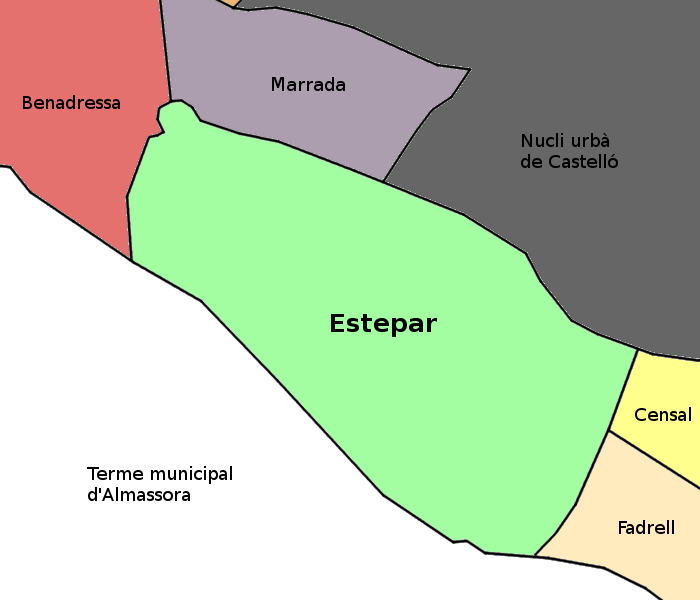
Localización de las partidas de Marrada y Estepar

A la derecha del río y por debajo del Camino Real, al suroeste del casco urbano, se encuentran las cuadras ubicadas en las partidas de Marrada y Estepar. Se encuentran confinadas entre el camino Viejo de Alcora al norte, el Camino Real al oeste y el camino de Fadrell al sur, son atravesadas únicamente por el camino de los Palos, abarcan una superficie de 546,9 ha, tienen orientación norte-noreste-sur-suroeste y son perfectamente paralelas entre sí. Se trata de las cuadras —ordenadas de más cerca a más lejos del casco urbano— de la Vía (3316 m), Gimeno (2210 m), Salera y Lairón (2390 m), Saboner (2474 m), Morteràs y Cubs (2380 m), de la Torta (2028 m), Cassanya (1005 m) y Na Tora (946 m). La cuadra de Na Tora es paralela a las demás hasta que se cruza con el camino de los Palos, actualmente donde se encuentra la gran rotonda, donde gira en dirección sur-sureste en un tramo completamente recto hasta el punto donde confluyen el camino de Fadrell con el de la Raya de Almazora y continua con el nombre de camino dels Hostelassos por este municipio, el origen de este cambio brusco de dirección se piensa que es porque toma el recorrido de un camino preexistente, posiblemente la vía augusta ya que el camino de la Cova del Colom también pasa por el punto donde se encuentran el de los Palos con la cuadra de Na Tora. La cuadra Lairón se prolongó posteriormente unos metros hasta el camino de la Raya adoptando el nombre principal, mientras que pocos metros al oeste del fin de la cuadra de Gimeno aparece la cuadra de l'Armelar que va del camino de Fadrell también al de la Raya aunque nada tiene que ver con la red de cuadras medieval tomó esta denominación al ejercer la misma función. Al sur de la cuadra de la Vía durante algún tiempo se señaló la cuadra de la Sequiota, pero su ubicación rompiendo el módulo de separación entre cuadras indica que se trataría del camino paralelo a este barranco natural o canal artificial utilizado desde antiguo para desviar los cursos de agua que anegaban la villa medieval de Castellón. Aún más al sur, el camino del Pí Gros también recibió históricamente la denominación de cuadra, pero posiblemente se trate de los restos del camino que partía de la Puerta del Sol hacia el sur bordeando el pinar Ver y llevaba al convento de San Francisco antes de ser rectificado por la Carretera Real de Valencia a Barcelona en 1664 antecedente de la actual avenida Valencia del que es paralela esta cuadra. Las distancias que separan estas cuadras también son irregulares, entre la de la Vía y la de Gimeno hay 310-386 m, con la Lairón y Salera la separan unos 347-364 m, con la de Saboner se reduce a 350-355 m, la distancia entre la de Saboner con las cuadras de Morteràs y Cubs es de 348-359 m, entre éstas y la de la Torta es de 372-367 m, con la de Cassanya la distancia es de 372-380 m y entre ésta y la de Na Tora la separación oscila entre los 357 y 381 m.

### Benadresa

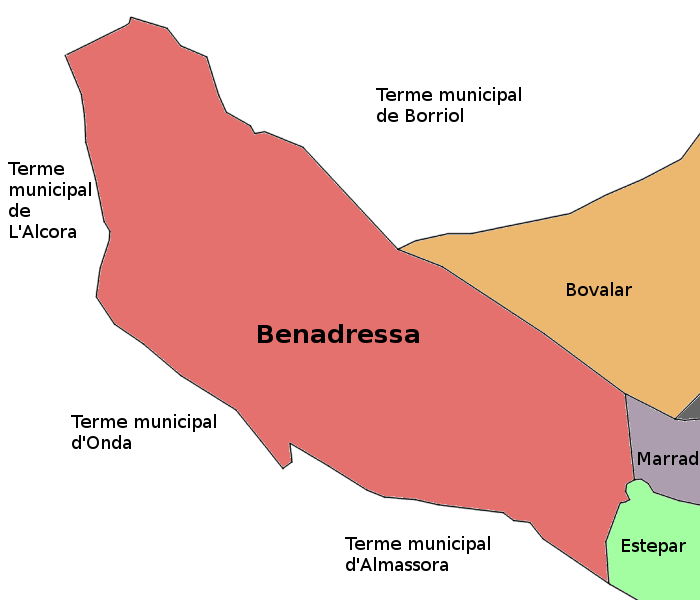
Localización de la partida de Benadresa

De nuevo en la ribera derecha del río Seco pero por encima del Camino Real, al oeste-suroeste del casco urbano, se encuentran las cuadras ubicadas en la partida de Benadresa. Se encuentran confinadas entre el camino viejo de Ribesalbes al norte y el de los Palos al oeste aunque la mayoría se prolongan en ambas direcciones buscando la carretera de Alcora y el camino de la Raya de Almazora, abarcan una superficie de 262,6 ha, tienen orientación norte-noreste-sur-suroeste y son perfectamente paralelas entre sí y al trazado del camino de la Cova del Colom. Se trata de las cuadras —ordenadas de más cerca a más lejos del casco urbano— del Aljub (1800 m), Portolés (815 m), Breva (835 m), Velluter y Giner (913 m), Català (1046 m), Donyana (1125 m), Negrero y Clorinda (1170 m) y Cuquerolla y Busquets (865 m). Históricamente, en la dirección norte-este la cuadra de Portolés se alarga hasta el río por un lateral del centro penitenciario y la cuadra de Català se alargaba hasta el camino de la Pedrera mientras que las de Giner, Donyana, Clorinda y Busquets morían en la carretera de Alcora, la construcción del polígono industrial de la CV-16 alargó las cuadras de Giner y Donyana también hasta el camino de la Pedrera. En dirección sur-oeste las cuadras de Aljub, Breva y Negrero se prolongan hasta el camino de la Raya. Mientras que las de Català, y Donyana lo hacen hasta la cuadra de Asensi, el segundo de los caminos perpendiculares a la red que toma su nombre pero cuyo trazado se debe al camino de Alcora a Almazora y que acaba uniéndose al de Palos, en esta cuadra la de Busquets cambia de nombre a Cuquerella probablemente por ser una expansión posterior para seguir hasta el camino de la Raya. Más al oeste existen otros tres caminos con el apelativo de cuadra pero cuya existencia es más reciente y nada tienen que ver con el reparto de tierras medieval, obteniendo su nombre solo por similitud con las otras cercanas, estas son —también ordenadas de más cerca a más lejos del casco urbano— las de Villalón, que nace en la rambla de la Viuda y muere en la del Mercader; la del Menut que también surge junto a la rambla pero desaparece en el camino del Sequier; y la del Mercader, que nace en el camino del Sequier y muere en la carretera de Alcora después de contornear el cauce del barranco del Malvestit hasta desviarse en las proximidades del tossal del Manyet. estas últimas cuadras independientes están atravesadas perpendicularmente por el camino de los Palos, aquí ya convertida en la CV-189 y el camino de Viejo de Ribesalbes que en esta zona toma el nombre de Sequier. De nuevo las separaciones entre estas cuadras no son constantes, entre la del Aljub y la de Portolés hay unos 415-458 m, la distancia con la de Breva es de 351-377 m, con la de Velluter y Giner unos 361-367 m, el espacio hasta la de Català es de 368-378 m, con la de Donyana el intervalo es de 375-391 m, con la de  Negrero y Clorinda la distancia es de 366-418 m y la de Cuquerolla y Busquets se sitúa a unos 360-367 m de distancia.

## Aprovechamiento humano

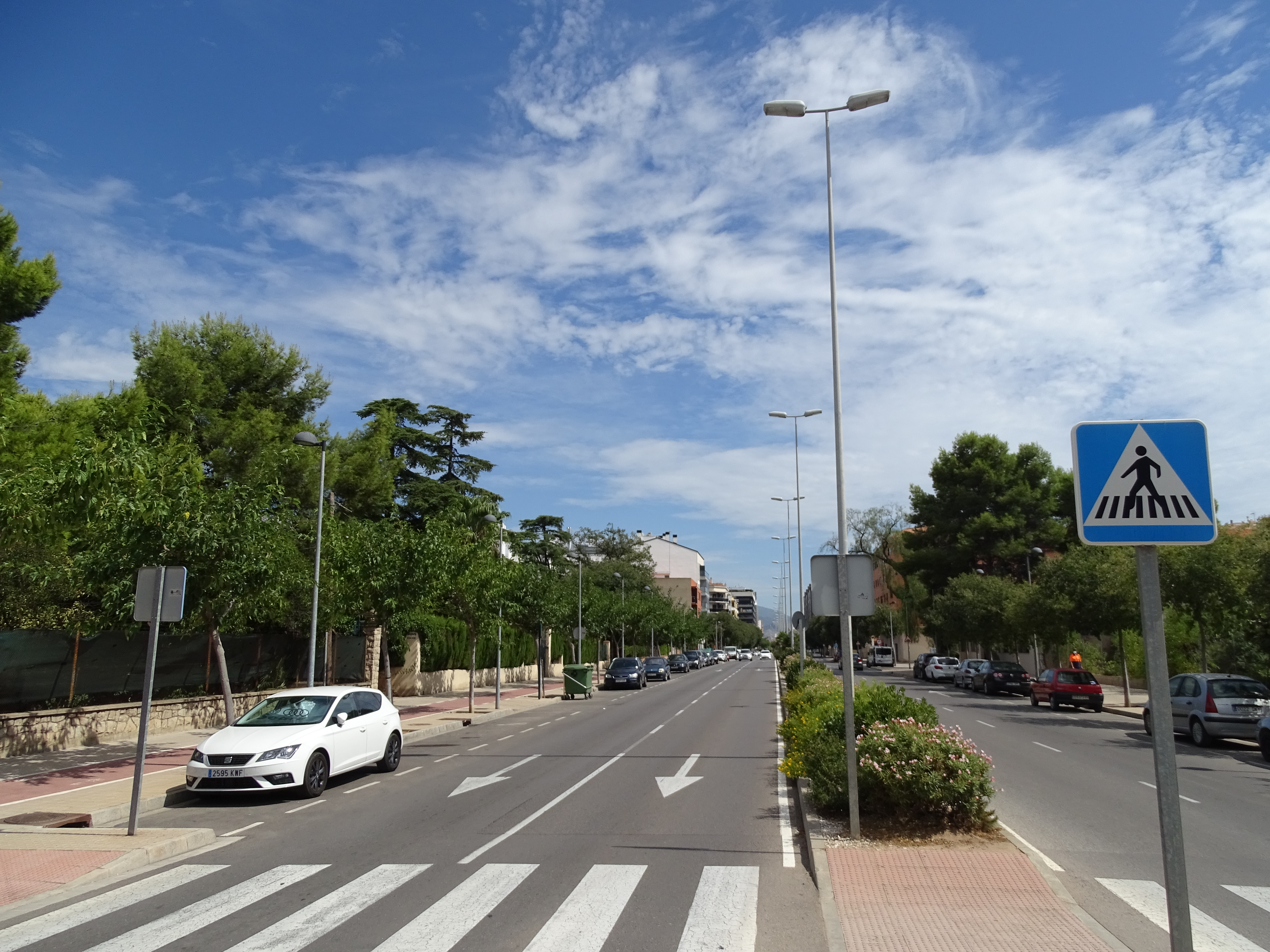
Avenida Villarreal

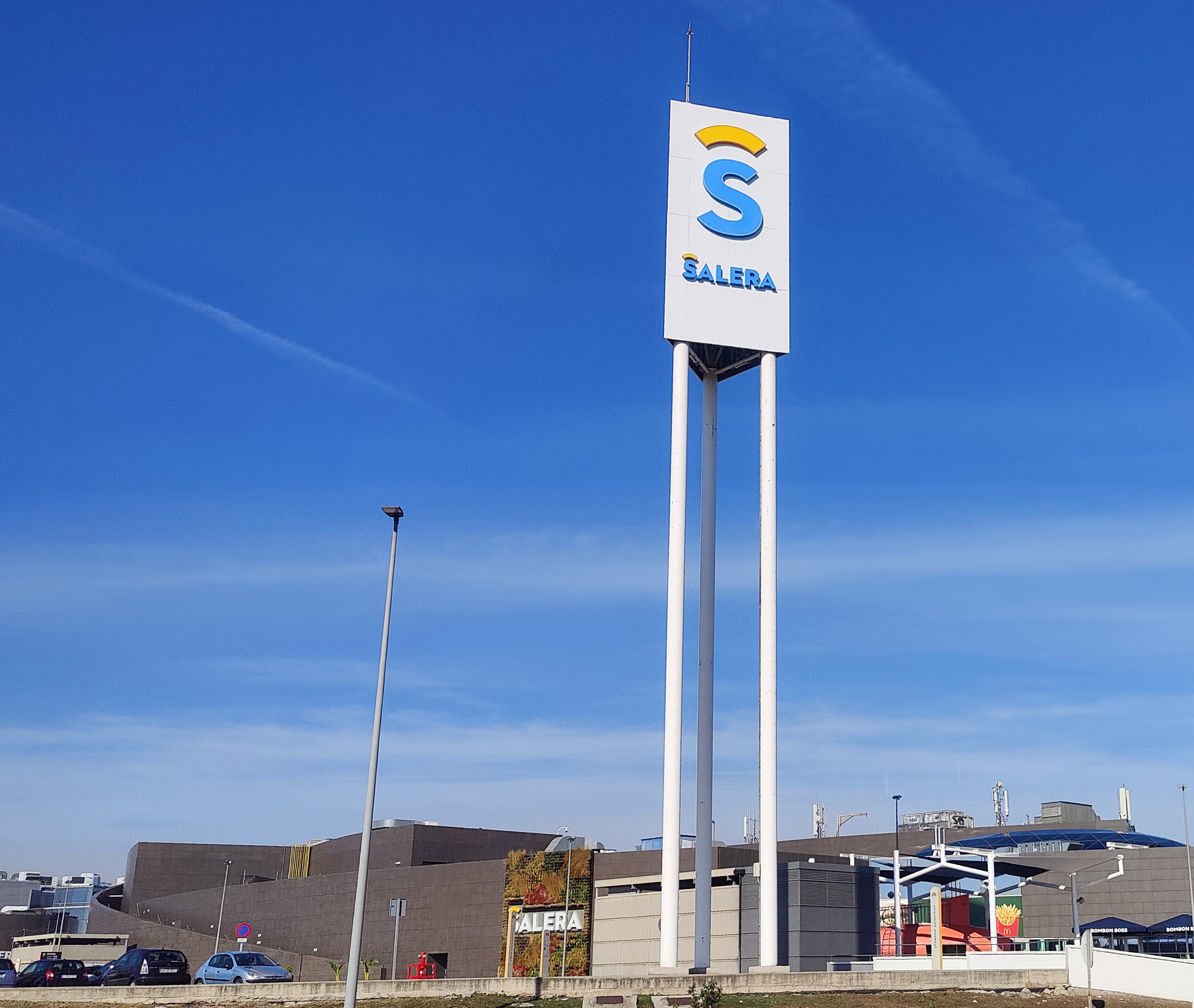
Tótem publicitario del centro comercial Salera

El trazado de las cuadras y el reparto del terreno provocó un largo proceso conocido como «rompida de tierras» que se extendió durante 5 siglos. Esta labor consistió en la roturación y aplanamiento mediante bancales de los terrenos que ocupaban diversos bosques en las partidas de Benadresa, Estepar, Marrada y la dehesa del Bovalar con el objetivo de plantar almendros, algarrobos, olivos y vides así como otros cultivos de secano. En el siglo XV se cultivaban 428 ha de secano, para el XVI había aumentado a 3328 ha, en el siglo XVII se cultivaban 3702 ha y en el XVIII la superficie alcanzó las 4452 ha.
Más recientemente las cuadras han servido de guía para la construcción de numerosas infraestructuras de transporte interurbano. La primera cuadra en desaparecer fue la de la Vía, ya que sobre ella se extendió en 1862 la vía férrea dirección Valencia, cuando el ferrocarril fue trasladado y soterrado sobre ella se urbanizó en 2004 la avenida Villarreal. En 1978 entró en servicio el tramo de la AP-7 construido sobre las cuadras Quarta, de Sanxo y Tercera por lo que las vías de servicio al oeste y este de la autopista durante la zona solapada se llaman cuadra Quarta de dalt y de baix respectivamente al norte de la carretera de Borriol y cuadras de Sanxo y Tercera respectivamente al sur. La cuadra de Gimeno sirvió de traza para la segunda variante de la carretera nacional hasta que en 1994 la N-340 volvería a trasladarse junto a la autopista. La CV-10 discurre entre la carretera de Alcora y el camino de la Raya de Almazora sobre la cuadras del Negrero y Clorinda nombre que ahora recibe su vía de servicio oeste. En 2011 se construyó la Ronda Oeste de la circunvalación de la ciudad sobre la cuadra Tercera, y se espera que el cierre del anillo previsto discurra sobre la cuadra de Na Tora.
A principios del XX la cuadra de la Sequiota entra en la zona de expansión de la ciudad, se cubre el canal que por aquel entonces servía de alcantarilla y se cambia su nombre por el de Gran Vía Tárrega Monteblanco. la construcción del embalse de María Cristina en 1925 sobre la rambla de la Viuda comportó numerosas obras hidráulicas como el canal del Pantano o una nueva toma directa de agua desde el Mijares que irrigaron toda la zona de secano del término pasando gracias a ello a cultivarse naranjos y otras especies de cítricos mucho más rentables económicamente. Junto al nuevo plan urbanístico ideado por Vicente Traver Tomás ese mismo año y que creaba una zona de ciudad jardín que abarcaba las cuadras de la Sequiota, la Vía y Gimeno y los alrededores de la carretera de Alcora y una zona suburbana mixta de zonas residenciales, cultivos e industrias, el secano castellonense comenzó a llenarse de masets, una adaptación de la tradicional masía al pequeño parcelario delimitado por las cuadras, con clara tendencia productiva y de villas vacacionales no productivas. Durante la Segunda República el grupo Benadresa fue el principal centro poblacional del secano ya que en él se instalaron diversos servicios públicos que atendían las necesidades de las masías y masets de la zona. Durante la dictadura franquista una ingente cantidad de los inmigrantes del interior de la provincia o de otras regiones de España acabó expulsada del casco urbano de la ciudad y de sus desarrollos reglados asentándose en los llamados grupos periféricos ejemplo de la mala planificación urbanística de la época en Castellón. Muchos de estos grupos periféricos tienen como columna vertebral la red de cuadras, en el Bovalar el grupo San Agustín se sitúa entre las cuadras del Borriolenc y Segunda, y el de San Marcos inmediatamente después de dicha cuadra; en la de Marrada el grupo Reyes se construyó entre las cuadras de la Torta y Cassanya; y en el Estepar numerosos grupos se sitúan perpendiculares a la cuadra de la Salera y el de San Lorenzo se ubica entre la del Saboner y la de los Cubs, en esta partida los polígonos industriales también han adoptado a las cuadras como parte de sus ejes viarios, el polígono de Fadrell se asienta junto a la cuadra del Pi Gros, los de Pullman y autopista Sur lo hacen entre las cuadras de Gimeno y Lairón, la Ciudad del Transporte y el polígono Acceso Sur contienen las de Lairón, Saboner, Morteràs y Torta.
También se han utilizado las cuadras para situar equipamientos públicos. En 1861 el cementerio de San José se construyó junto al río y su crecimiento lo ha llevado hasta el límite con la cuadra del Borriolenc; sobre la cuadra Tercera se ubicaron el Cuartel Tetuán XIV en 1954, el Mercado de Abastos en 1982 y más tarde al lado del cuartel se construyó el Parque deportivo Sindical que sería ampliado con las instalaciones del Chencho y la Ciudad Deportiva de la cuadra del Colomer en 2006. Al sur, junto al río, en 1982 se edificaron las instalaciones del Colegio Universitario de Castellón con acceso desde la cuadra del Borriolenc, y más tarde en 1993 se instaló el Campus del río Seco de la Universidad Jaime I amputando para ello la llegada de las cuadras del Borriolenc y Segona su llegada al cauce fluvial. Mientras, por el sur, entre las cuadras de Gimeno y Salera se instaló el primer hipermercado de la ciudad en 1985, que 20 años después se convertiría en el Centro Comercial Salera —tomando su nombre de la cuadra que se sitúa al oeste de la construcción—, así como las instalaciones deportivas Gaetà Huguet y el parque Mérida, y en 2018 entre las cuadras de la Vía y de Gimeno abrió sus puertas el parque comercial Estepark. En la carretera de Alcora junto a la cuadra de Cassanya se construyó el centro penitenciario Castellón I.
En la actualidad, todas las cuadras situadas en el Bovalar, la Marrada y el Estepar se sitúan dentro del anillo de circunvalación de Castellón, por lo que están a la espera para transformarse en un entorno urbano o industrial con el paso de los años.

### Patrimonio
Dentro de la superficie delimitada por la red de cuadras se pueden encontrar los siguientes bienes patrimoniales:
| Nombre                                                 | Construcción                | Arquitecto                                  | Dirección | Protección |
| ------------------------------------------------------ | --------------------------- | ------------------------------------------- | --- | ---------- |
| Partida del Bovalar                                    |                             |                                             | |            |
| Cementerio de San José                                 | 1861                        | Manuel Montesinos Arlandis                  | Avenida Cardenal Costa 39°59′33.342″N 0°3′6.811″O / 39.99259500, -0.05189194                                 | BRL        |
| Cuartel Tetuán XIV                                     | 1944-1954                   | Francisco Maristany Casajuana, Luis Calduch | Cuadra Tercera 40°0′28.479″N 0°2′57.114″O / 40.00791083, -0.04919833                                         | Catalogado |
| Maset la Pradera                                       |                             |                                             | Cuadra Borriolenc, 64 39°59′54.114″N 0°2′55.183″O / 39.99836500, -0.04866194                                 | No         |
| Masía de Sancho                                        | 1945-1947                   | Luis Ros de Ursinos (atribución)            | Cuadra de Sancho 39°59′57.580″N 0°4′31.360″O / 39.99932778, -0.07537778                                      | Catalogado |
| Partidas de la Marrada y Estepar                       |                             |                                             | |            |
| Asociación de empresarios del transporte de mercancías |                             |                                             | Calle Portugal, 70 (Polígono industrial Autopista sur) 39°58′24.481″N 0°4′7.741″O / 39.97346694, -0.06881694 | No         |
| Centro de acogida Plana Alta                           |                             |                                             | Calle Traiguera 39°58′47.920″N 0°4′20.618″O / 39.97997778, -0.07239389                                       | No         |
| Centro de Innovación, Eficiencia y Sostenibilidad      | 2012                        |                                             | Calle Lituania, 10 (Ciudad del Transporte) 39°58′17.040″N 0°4′47.283″O / 39.97140000, -0.07980083            | No         |
| Ermita de la Virgen del Carmen                         | 1948                        |                                             | Cuadra Lairón 39°58′9.541″N 0°4′27.890″O / 39.96931694, -0.07441389                                          | No         |
| Gran Vía, 58                                           | 1910-1911                   | Godofredo Ros de Ursinos                    | Gran Vía Tárrega Monteblanco, 58 39°58′50.696″N 0°3′4.831″O / 39.98074889, -0.05134194                       | Catalogado |
| Gran Vía, 60                                           | 1949-1950                   | Francisco Maristany Casajuana (atribución)  | Gran Vía Tárrega Monteblanco, 60 39°58′50.070″N 0°3′7.952″O / 39.98057500, -0.05220889                       | Catalogado |
| Gran Vía, 64                                           | 1946-1947                   | José Luis Gimeno Barbería                   | Gran Vía Tárrega Monteblanco, 64 39°58′48.856″N 0°3′8.168″O / 39.98023778, -0.05226889                       | Catalogado |
| Maset de Sixto Maset modernista                        | 1934                        |                                             | Gran Vía Tárrega Monteblanco, 39°58′46.163″N 0°3′11.163″O / 39.97948972, -0.05310083                         | No         |
| Maset la Bolonguera                                    | 1910-1920                   |                                             | Avenida Villarreal, 8 39°59′3.609″N 0°3′3.113″O / 39.98433583, -0.05086472                                   | No         |
| Maset los Arrayanes                                    | 1910-1915                   | Francisco Tomás Traver                      | Avenida Villarreal, 36 39°58′58.076″N 0°3′8.960″O / 39.98279889, -0.05248889                                 | Catalogado |
| Villa Esther Alonso Escuela Quatre Camins              | 1925-1930                   | Francisco Tomás Traver                      | Avenida Villarreal, 50 39°58′51.441″N 0°3′12.825″O / 39.98095583, -0.05356250                                | Catalogado |
| Villa la Casita                                        | 1946-1948                   | Francisco Maristany Casajuana               | Avenida Villarreal, 44 39°58′55.063″N 0°3′9.914″O / 39.98196194, -0.05275389                                 | Catalogado |
| Villa la Malvarrosa                                    | 1910-1920                   | Godofredo Ros de Ursinos                    | Avenida Villarreal, 28 39°59′1.942″N 0°3′4.136″O / 39.98387278, -0.05114889                                  | Catalogado |
| Villa la Plana                                         | 1925-1930                   | Francisco Tomás Traver                      | Avenida Villarreal, 54 39°58′48.702″N 0°2′15.555″O / 39.98019500, -0.03765417                                | Catalogado |
| Villa Torre Paca                                       | 1910-1920                   | Francisco Tomás Traver (atribución)         | Avenida Villarreal, 42 39°58′55.711″N 0°3′9.417″O / 39.98214194, -0.05261583                                 | Catalogado |
| Pozo Neptuno (Chimenea)                                | Inicio siglo XX             |                                             | Cuadra Saboner, 15 39°59′11″N 0°3′56″O / 39.98639, -0.06556                                                  | BRL        |
| Partida de Benadresa                                   |                             |                                             | |            |
| Caseta de Peones camineros                             | Finales siglo XVIX/siglo XX |                                             | Carretera de Alcora, 124 39°59′52.064″N 0°4′41.145″O / 39.99779556, -0.07809583                              | Catalogado |
| Masía del Negrero                                      | 1750-1800/1890              | Francisco Tomás Traver                      | Cuadra del Negrero 40°0′6.476″N 0°6′59.382″O / 40.00179889, -0.11649500                                      | Catalogado |
| Masía la Dehesa                                        | Siglo XVIII                 |                                             | CV-16 40°0′27.784″N 0°7′24.373″O / 40.00771778, -0.12343694                                                  | Catalogado |
| Pozo de la Cuadra de Cassanya (Chimenea)               | Inicio siglo XX             |                                             | Cuadra del Negrero 39°59′2″N 0°5′6″O / 39.98389, -0.08500                                                    | BRL        |
| Pozo del Mas de la Rambla (Chimenea)                   | Mediados siglo XIX          |                                             | Cuadra del Negrero 39°59′56″N 0°7′19″O / 39.99889, -0.12194                                                  | BRL        |

## Odonimia

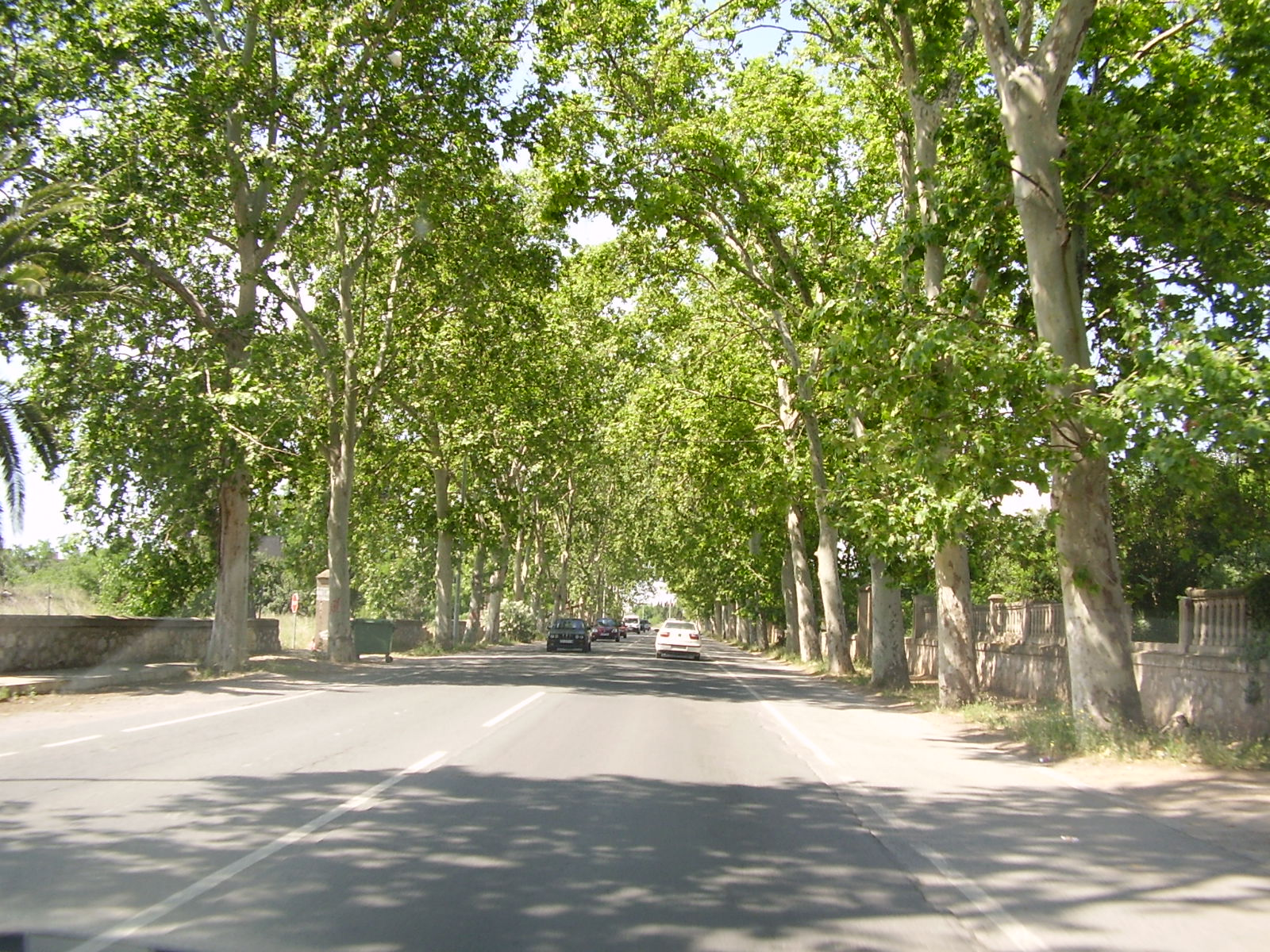
Avenida Enrique Gimeno antes de su urbanización en 2018

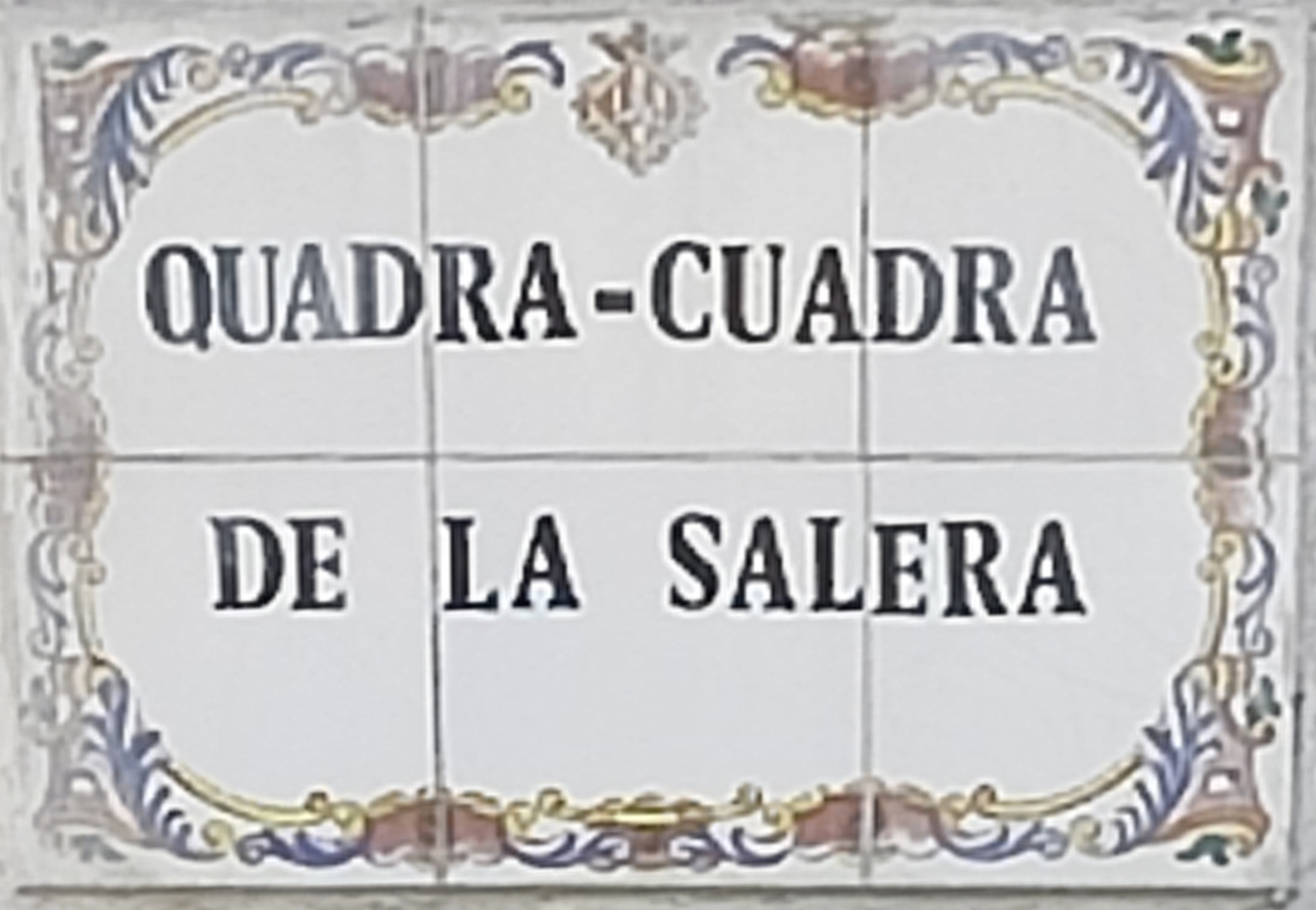
La cuadra Salera se ha integrado en el núcleo urbano de la ciudad sin perder su odonimia característica

Al igual que las calles del núcleo histórico, las cuadras no tuvieron odónimos hasta tiempos recientes. Lo más seguro, viendo ejemplos de parcelaciones similares a lo largo de la Comunidad Valenciana, es que los primeros nombres otorgados a las cuadras fuesen numerales según su orden de ubicación respecto al casco urbano. Este sistema se conserva prácticamente intacto en el sector ubicado en el Bovalar donde solo la cuadra primera habría perdido su nombre por el de Borriolenc.
Aparte de los numerales, el resto de nombres se pueden agrupar en 7 grupos:
| Grupo          | Grupo                                | Nombres                                                                            |
| -------------- | ------------------------------------ | ---------------------------------------------------------------------------------- |
| Antropónimos   | Nombres de pila                      | Clorinda, Donyana, Na Tora                                                         |
| Antropónimos   | Apellidos                            | Asensi, Breva, Cassanya, Català, Colomer, Gimeno, Giner, Portolés, Sanxo, Villalón |
| Antropónimos   | Motes, sobrenombres o hipocorísticos | Menut, Negrero, la Torta                                                           |
| Construcciones | Construcciones                       | Morteràs, Vía                                                                      |
| Gentilicios    | Gentilicios                          | Borriolenc                                                                         |
| Hidrónimos     | Hidrónimos                           | Aljub, Sequiota                                                                    |
| Humorísticos   | Humorísticos                         | Cuquerolla                                                                         |
| Oficios        | Oficios                              | Saboner, Velluter                                                                  |
| Vegetales      | Vegetales                            | Armelar, Pi Gros                                                                   |

Estudios sobre la toponimia de Castellón de la Plana reflejan hasta 57 nombres populares para estas vías. Algunas cuadras tienen varios nombres: la del Borriolenc también se conoce como la del Matador, la Segona como del Jefe, la Quarta como de Dalt, la de Gimeno como Solà, la de Lairón y Salera también se puede llamar del Maset, la de Morteràs y Cubs como Depòsit, la de la Torta también es conocida como del Sargento, la de Cassanya puede ser de la Costa, la del Aljub puede ser también de Ros o de Coll de ferro, la de Portolés también se nombra como del Assagador, la de Breva como Pere Pasqual y la de Català o del Crussado. Algunas cuadras tienen oficialmente dos odónimos ya que el cruce con otro camino provoca el cambio, aunque curioso es el caso de la cuadra Lairón y Salera donde el cambio lo produce la ocupación de parte del trazado por la carretera de Ribesalbes.
El crecimiento de la ciudad ha provocado que algunas cuadras pierdan su nombre por el de las calles que se sitúan sobre ellas. Pasó con la de la Sequiota que ahora se conoce como Gran Vía, y con la de la Vía como avenida Villarreal. La cuadra de Gimeno obtuvo en su conversión el nombre de la persona que la bautizó, Enrique Gimeno. Durante su trayecto por el Raval Universitario la cuadra del Borriolenc toma el nombre de calle José María Mulet Ortiz, y entre la carretera de Borriol y el camino del Collet la cuadra Segona se llama Avenida Alfonso XII. Paradigmático es el caso del camino de la Penyeta Roja, pues en dirección a la ciudad toma los nombres de avenida Diputación, Tombatossals y calle Segorbe.